# Monastère de San Salvador de Oña
Le monastère de San Salvador (Saint Sauveur) est un monastère bénédictin situé sur la commune d'Oña, dans la province de Burgos, communauté autonome de Castille-et-León.

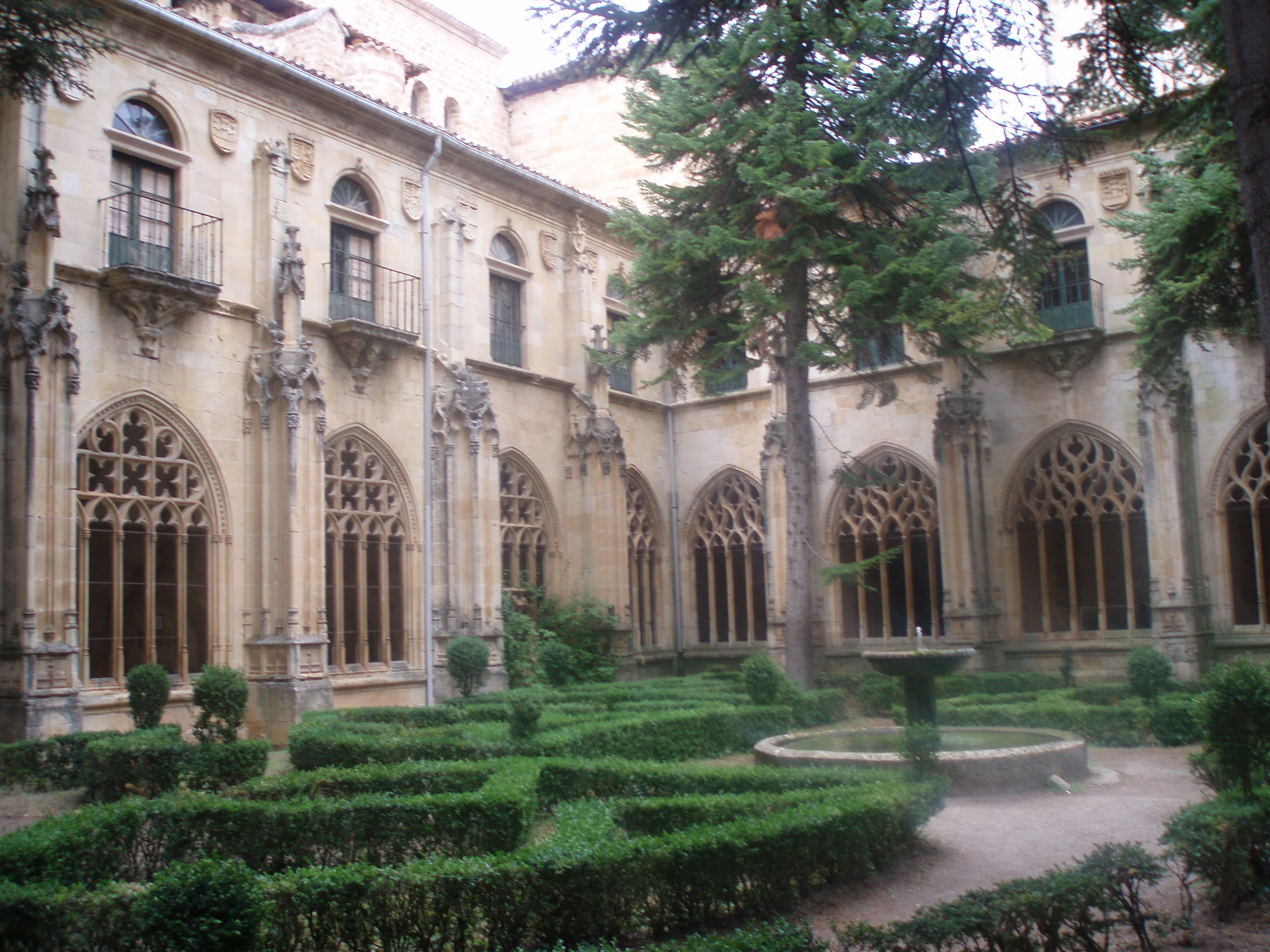
Le cloître du monastère.

## Histoire
Fondé en 1011, il continue d'être occupé jusqu'au XIXe siècle.